# Livre de l'Exode
Pour les articles homonymes, voir Exode.
Pour les données archéologiques et historiques sur l'Exode, voir Données archéologiques sur l'Exode et Moïse
Le livre de l’Exode est le deuxième livre de la Bible et de l'Ancien Testament. Il raconte l'exode hors d'Égypte des Hébreux sous la conduite de Moïse, le don des Dix Commandements et les pérégrinations du peuple hébreu dans le désert du Sinaï en direction de la Terre promise. La moitié du livre est consacrée à l'énoncé de lois civiles et cultuelles. Son titre originel en hébreu est Shemot, littéralement « les Noms ».
Traditionnellement, la rédaction du livre est attribuée à Moïse, bien que rien dans le texte ne le dise. Cependant, cette idée n'est plus retenue aujourd'hui dans les milieux académiques, et les exégètes et les historiens datent sa rédaction du  VIIe siècle av. J.-C., voire plus tard, même s'il est probable que les rédacteurs se soient fondés sur des sources plus anciennes.
L'historicité du livre est de même fortement sujette à caution, l'archéologie n'ayant pas retrouvé d'éléments permettant de confirmer le récit.

## Étymologie
Selon l'usage qui veut qu'un livre de la Torah soit désigné par l'un des premiers mots qui y figurent, le titre hébreu du livre de l'Exode est Shemot (שְׁמוֹת, Noms, le livre commençant par Weelleh Shemot : « Voici les noms » des enfants d'Israël qui sont descendus en Égypte). Les traducteurs grecs de la Bible hébraïque ont choisi dans la Septante le terme « Exode » (ἔξοδος / éxodos, « sortie, départ ») qui provient des mots grecs ἐξ / ex, préposition marquant l’éloignement ou la séparation, et ὁδός / hodós, « route ». Le mot grec employé dans la Septante est « ΕΞΟΔΟΣ » (ἔξοδος / éxodos). Ce mot n'est utilisé en français que depuis le XVIIIe siècle. .

## Résumé et plan

### Résumé
D'après le texte, la situation des Hébreux en Égypte a beaucoup changé depuis leur venue dans ce pays à l'époque de Joseph, fils de Jacob (cf. la Genèse, 37 - 50). Un nouveau Pharaon, « qui n'a pas connu Joseph » (Ex 1,8), s'est levé sur le pays et réduit les enfants d'Israël en esclavage.
Moïse, enfant de la tribu de Lévi, trouvé sur le Nil par la fille de Pharaon, puis élevé à la cour royale, doit fuir l'Égypte après le meurtre d'un Égyptien. Il se réfugie au pays de Madiân où il épouse Séphora, la fille du prêtre Réuel (ou Jethro), qui lui donne deux fils, Gershom et Éliézer. Il partage la vie des nomades en gardant les troupeaux. Après l'épisode du Buisson ardent, au cours duquel Dieu lui apparait et lui commande de libérer les Israélites, il revient en Égypte.

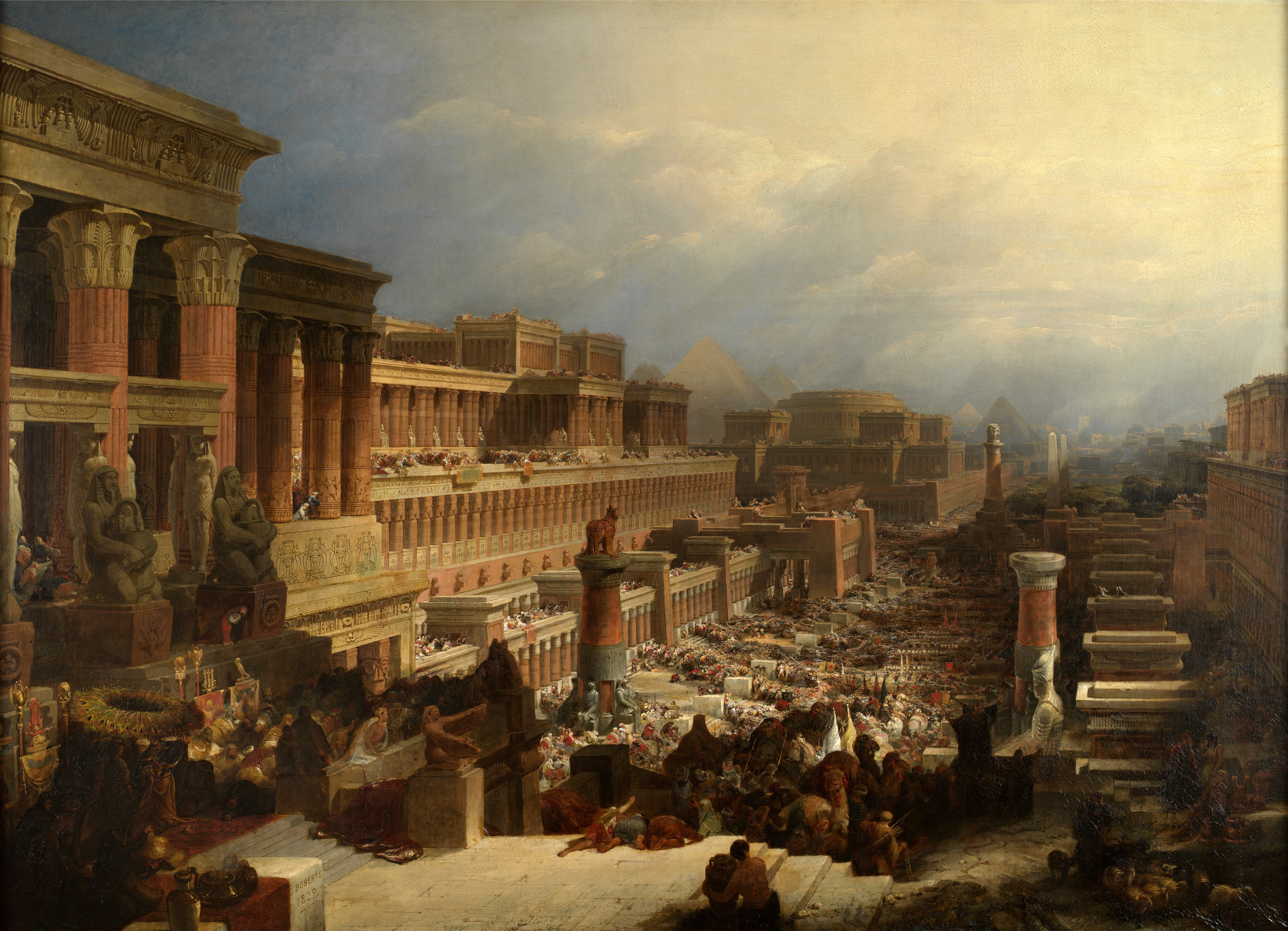
Sortie des Israélites d'Égypte (1828) par David Roberts.

Avec son frère Aaron, il se rend à la cour de Pharaon pour demander l'autorisation de cesser le travail, afin de célébrer une fête dans le désert. Pharaon refuse, et impose aux Hébreux non seulement de reprendre leur travail, mais aussi d'aller faucher la paille nécessaire pour la confection des briques.
Après une suite de prodiges et les dix plaies qui affligent les Égyptiens, les Israélites sont libérés, ou chassés (selon le point de vue). La fête juive de la Pâque, Pessa'h, et des Azymes trouve là son origine. Au bout d'une semaine, ils traversent la mer, qui s'écarte miraculeusement pour leur livrer passage, et qui se referme derrière eux sur leurs poursuivants. Après ce nouveau prodige, les Israélites entament un long périple vers le pays de Canaan, en passant par le désert du Sinaï. Sur le mont Sinaï, Moïse reçoit de Dieu le Décalogue.

### Plan
Le livre de l'Exode peut se diviser en trois parties : (1) l'esclavage du peuple en Égypte, (2) son départ d'Égypte sous la direction de Moïse et (3) sa consécration au service de Dieu dans sa vie religieuse et politique.
La première partie, les chapitres 1 à 15,21, explique l'oppression d'Israël en Égypte, l'appel de Moïse, la sortie d'Égypte, l'institution de la Pâque, la marche vers la mer, la destruction de l'armée de Pharaon, saluée par le chant de victoire de Moïse.
La deuxième partie, les chapitres 15,22 à 18, parlent de la rédemption d'Israël et des événements qui se produisent au cours du voyage de la mer vers le Sinaï, les eaux amères de Marah, l'apparition des cailles et de la manne, les débuts de l'observance du sabbat, l'eau miraculeuse du rocher d'Horeb et la bataille contre les Amalécites à Rephidim ; l'arrivée de Jéthro au camp et son conseil concernant le gouvernement civil du peuple.
La troisième partie, les chapitres 19 à 40, traitent de la consécration d'Israël au service de Dieu pendant les événements solennels du Sinaï. Dieu met le peuple à part comme royaume de sacrificateurs et comme nation sainte ; il donne les dix commandements et ses instructions concernant le tabernacle, son ameublement et le culte qu'on doit y pratiquer. Viennent ensuite le récit du péché commis par le peuple quand il adore le veau d'or, et le compte-rendu de la construction du tabernacle et de sa consécration. "La nuée couvrit la Tente du Rendez-vous et la gloire de Yahvé remplit la Demeure." (Ex 40,34).

## Composition du livre et recherches historiques

### Exégèse moderne
Selon le professeur d'Ancien Testament Jean-Daniel Macchi, la finalité du livre de l'Exode n'est pas de raconter historiquement la sortie d'Égypte et la conquête d'un nouveau pays mais d'annoncer la rencontre entre un « peuple » élu et un Dieu inconnu qui devient, via la médiation de Moïse, le dieu d’Israël, si bien que ce livre biblique est parfois qualifié d'« Évangile de l'Ancien Testament ». Il marque également le passage d’une identité tribale et généalogique (les douze tribus d'Israël correspondant aux douze fils de Jacob) vers une identité « nationale » fondée sur leur Dieu qui fonde une nouvelle Alliance et demande l'érection d'un sanctuaire au pied du Sinaï. Le récit sacerdotal du livre de l'Exode s'inspire ainsi d'un schème commun à différents mythes de création dans le Proche-Orient ancien, telle l'épopée babylonienne d'Enuma Elish.
L'historicité de l'Exode, tel que raconté dans la Bible, fait encore aujourd'hui l'objet de nombreuses controverses. La recherche historique et archéologique s'est penchée sur ce récit, et malgré l'acharnement des chercheurs, personne ne peut aujourd'hui affirmer avec certitude qui était le pharaon de l'Exode, quelle était précisément la route de l'Exode, ni même où se trouve exactement le mont Sinaï. Il semble ainsi plus probable que le récit biblique de l'exode soit en réalité le résultat d'un processus rédactionnel complexe, collectionnant la mémoire de différents souvenirs, et non un récit historique au sens moderne du terme. L'historicité de l'Exode, ou du moins d'événements ayant servi de trame au récit, est défendue par certains égyptologues. Pour L. Grabbe dans sa synthèse sur l'état de la recherche historique et archéologique sur le sujet en 2016, « malgré les efforts de certains arguments fondamentalistes, il n'est pas possible de sauver le texte biblique en tant que description d'un événement historique. Une grande population d'Israélites, vivant dans leur propre partie du pays, n'a pas quitté une Égypte dévastée par divers fléaux et dépouillée de ses richesses et passé quarante ans dans le désert avant de conquérir les Cananéens. »
Selon l’exégèse moderne, le récit de l'Exode résulte de la combinaison de plusieurs récits. Dans le récit le plus ancien, l'objectif des Hébreux n'est pas de quitter définitivement l’Égypte mais d'aller vénérer leur dieu YHWH dans le désert. L'obstination de Pharaon à ne pas les laisser partir conduit YHWH à jeter Pharaon et son armée dans la mer. C'est cet acte qui est célébré dans le Cantique de la mer de Myriam. Il n'est pas encore question de traversée de la mer par les Hébreux. Moïse apparaît comme une figure royale qui, en reprenant des éléments de la légende de la naissance de Sargon d'Akkad, est considéré comme une sorte d'anti-Sargon II. Ce récit ancien peut provenir de « traces de mémoire » d'un exode qui ont été conservées dans la tradition orale et dont le roi d'Israël Jéroboam II a pu vouloir faire une tradition nationale « officielle ». Le texte est ensuite retravaillé pendant des siècles. Le récit de la vie de Moïse contenu dans le livre est considéré comme étant l'un des plus anciens, et daterait de l'époque de la royauté. Divers indices vont dans ce sens, comme le fait que la naissance de Moïse est à rapprocher de la légende de Sargon d'Akkad ou que la première version de l'épisode du veau d'or serait une réflexion sur le culte du royaume du Nord à l'époque royale. Le Code de l'Alliance (Exode 20,22-23,19) est aussi probablement fixé avant la fin du VIIIe siècle av. J.-C.. Cette tradition est ensuite transférée au royaume de Juda après la chute du royaume d'Israël par les Assyriens en 722 av. J.-C. Le récit initial est retravaillé par des auteurs influencés par l'idéologie deutéronomiste. Les plaies d'Égypte viennent comme une punition de Pharaon pour avoir désobéi aux ordres de YHWH. Le rôle de Moïse en tant que prophète est renforcé. Il n'est plus seulement une figure royale, il devient le premier des prophètes dont le récit de la vocation est comparable à celui du prophète Jérémie. Les textes sacerdotaux présentent une perspective différente. Pharaon ne dispose pas de libre arbitre. C'est YHWH qui endurcit son cœur et ne le laisse pas accepter le départ des Hébreux. Le refus de Pharaon permet à YHWH de manifester sa puissance à travers les plaies. Les textes sacerdotaux font aussi le lien entre l'Exode et les patriarches du livre de la Genèse. La traversée de la mer Rouge est mise en parallèle avec le récit de la création, de la séparation des eaux et de l'apparition de la terre sèche. Le passage de la mer Rouge est une sorte d'acte créateur qui fonde le peuple d'Israël.
Selon Israël Finkelstein, les premières couches rédactionnelles du récit de l'exode ont été écrites du temps du roi Josias pour faire un parallèle avec la situation conflictuelle qu'il entretenait avec l’Égypte à la fin du VIIe siècle. C'est dans la cour de Juda qu'est réalisée la rédaction de cette tradition qui invente le personnage de Moïse comme médiateur (entre son peuple et le pharaon, transposition du roi assyrien Sargon), reprenant ainsi le modèle des récits patriarcaux qui se rapportent à Moïse et s'inspirent de la propagande perse. Enfin le récit « josianique » est repris et augmenté dans le milieu deutéronomiste, puis combiné avec l'œuvre sacerdotale par des rédacteurs pentateuqueux ou hexateuqueux. Selon l'historien Wolfgang Oswald, la naissance de l'exode prend forme à l'époque où le pharaon Nékao II reprend le contrôle du Levant, tue Josias, emmène captif son successeur Joachaz, installe Joaqim et lui impose un traité de vassalité.
De toute évidence, un travail de reprise et de mise en forme du texte est ensuite effectué durant les siècles qui suivent. Les récits les plus tardifs sont largement postérieurs à la période monarchique. Il s'agit de passages concernant la conclusion et le rétablissement de l'alliance (Exode 19 ; 24 et 32-34), ainsi que du Décalogue, qui est largement considéré aujourd'hui non plus comme l'origine, mais comme la synthèse de la tradition législative d'Israël.

### Tentative de datation de l'Exode d'après la Bible
Si l'on lit la Bible de manière littérale, elle permettrait alors de situer la date de l'Exode par deux fois, à savoir : le vœu de Jephté, 300 ans après l'entrée en Canaan (Jg 11,26), et la quatrième année de Salomon, marquant le début de la construction du Temple, 480 ans après la sortie d'Égypte et l'entrée en Canaan (1 R 6,1).
On place généralement le règne de Salomon durant le Xe siècle av. J.-C. Donc, si l'on compte 480 ans en arrière depuis ce règne, cela situerait l'exode durant le XVe siècle av. J.-C., période où l'Égypte s'affranchit de l'influence des Hyksôs. C'est cette datation biblique qui a conduit Flavius Josèphe à identifier les Hébreux avec les Hyksos,.
Il faut toutefois se méfier des chiffres ronds qui se trouvent dans la Bible. Ils ne sont généralement pas à prendre au sens littéral. De plus, l'opinion de Flavius Josèphe ne prouve rien, étant donné qu'il écrit plusieurs siècles après les faits supposés, dans un but plus théologique qu'historique.

### Le pharaon de l'Exode
De nombreuses théories ont été avancées pour tenter d'identifier le pharaon de l'Exode, si toutefois il existe. Ces théories proposent des noms de pharaons ayant régné sur l’Égypte sur près de cinq siècles, soit entre les XVIIe et XIIe siècles av. J.-C.
Il n'existe aucun consensus quant à l'identité de ce pharaon. De plus, les historiens penchent de plus en plus pour un récit de l'Exode composé vers le VIe siècle av. J.-C., dans le but de faire un parallèle avec l'exil à Babylone. L'exode pourrait aussi avoir été inspiré en partie par la lointaine histoire de l'expulsion des Hyksôs.

### L'itinéraire de l'Exode
Le trajet de la sortie d'Égypte a fait l'objet de nombreuses spéculations, car l'identification des lieux signalés par la Bible n'est pas certaine.
Selon la Bible, l'Exode commence à partir de Ramsès, une ville-entrepôt (non identifiée). Les Israélites campent d'abord à Soukkot, puis à Etam (en), dans la direction du désert, avant de revenir à Pi-Hahirot, au bord de la mer (identifiée généralement à la mer Rouge). Dans la campagne égyptienne de Tsoân une ville égyptienne construite sept ans après la ville d'Hébron la mer se fendit lors de l'Exode pour laisser passer les Hébreux.
Le Pharaon meurt lors de la traversée de la mer, puis les Israélites traversent le désert de Shur (en), vers Marah, et atteignent ensuite Elim (en). À Marah, les voyageurs rencontrent un puits qui ne contient qu'une eau amère. Après les protestations du peuple, Moïse découvre des plantes qui rendent le breuvage acceptable.
À Raphidim, dans le désert de Sîn, une troupe de Bédouins amalécites attaque les Hébreux, mais ces derniers s'en sortent sans trop de dommages. Ils parviennent alors au pied du mont Sinaï, et c'est là que Dieu révèle la Loi à Moïse. Le livre de l'Exode s'achève peu après.

### Le papyrus d'Ipou-Our
Le papyrus d'Ipou-Our actuellement conservé au Musée des antiquités de Leyde en Hollande sous la référence 344 (recto) décrit une catastrophe très similaire à celle du Livre de l'Exode.
Trouvé au XIXe siècle à Memphis en Égypte, ce texte en cursive hiératique est traduit en 1909 par Sir Alan Henderson Gardiner, égyptologue anglais.
Le papyrus — daté de la XIXe dynastie (contemporain du Nouvel Empire) — regrette l'abandon par les esclaves de leur maître, à l'occasion de violents cataclysmes : Nil en sang, famine, sécheresse, fuite d'esclaves emportant les richesses des Égyptiens, et la mort ravageant tout le pays.

## Interprétation

### La révélation du nom divin
C'est dans le livre de l'Exode que Moïse demande à Dieu : « Moïse dit à Dieu : "Voici, je vais trouver les Israélites et je leur dis : “Le Dieu de vos pères m’a envoyé vers vous.” Mais s’ils me disent : “Quel est son nom ?”, que leur dirai-je ?" Dieu dit à Moïse : "Je suis celui qui est [Ehyeh Asher Ehyeh אֶֽהְיֶה אֲשֶׁר אֶֽהְיֶה]" (littéralement "Je serai ce que Je serai" ) » (Ex 3,13-14).
Cet extrait correspond donc à la révélation du nom divin : Dieu est celui dont l'essence (ou la nature) est d'être. Mais la révélation faite à Moïse est personnelle, ou personnaliste, et non pas seulement abstraite ou philosophique. C'est Dieu lui-même qui parle et qui dit : "Je suis".
Selon Thomas Römer, dans ses cours au Collège de France, Ehyeh Asher Ehyeh serait à entendre comme « Je suis celui qui est », sous entendant facétieusement « cela ne te regarde pas de connaître mon nom ».

## Évocation dans l'art
De nombreuses œuvres ont été adaptées de l’histoire de Moïse et de l’exode en peintures, et plus récemment en musique et en film. On peut notamment citer:
La chanson du XIXe siècle Go Down Moses reprise par Louis Armstrong en 1958, qui fait une allégorie avec l’abolition de l’esclavage aux États-Unis.
Les Dix Commandements, film de 1923, et son remake de 1956 Les Dix Commandements avec Charlton Heston.
Le film d'animation Le Prince d'Égypte, sorti en 1998.
Les Dix Commandements, comédie musicale française sortie en 2000.
Exodus: Gods and Kings, de Ridley Scott, sortie le 24 décembre 2014, qui s'inspire librement des événements de l'exode racontés dans la Bible en évitant toute référence divine.